# Tomás Xavier Ferreira de Menezes
Tomás Xavier Ferreira de Menezes ComNSC (Ponte da Barca, 1818 — Rio de Janeiro, 1891) foi um importante construtor no Rio de Janeiro, Brasil, durante o século XIX. Foi também comendador da Ordem de Nossa Senhora da Conceição de Vila Viçosa e da Imperial Ordem da Rosa.

## Biografia
Nascido em Ponte da Barca, Portugal, era membro da Família Gonçalves de Menezes, da Casa de Nine, Famalicão. Foi filho do primeiro casamento do tabelião João Gonçalves de Menezes (1787 - 1850) com Rosalina Angélica das Dores de Almeida Pinto Ferreira (1797 - 1825), irmão inteiro do Pe. Antonio Manuel Ferreira de Menezes, e meio-irmão dos gêmeos Antonio e Casimiro D'Ascensão de Sousa e Menezes.
Passou de Portugal para o Brasil, durante o século XIX, em companhia de seu primo Joaquim Gonçalves de Menezes, estabelecendo-se no comércio na nova corte, e desenvolvendo também a atividade de transporte urbano, decorrente da concessão recebida do Imperador das linhas entre o Campo de São Cristóvão e a ponta do bairro do Caju, e a Cancela e a Rua do Pedregulho, atualmente Rua São Luis Gonzaga. Os primos Thomás e Joaquim de Menezes chegaram a contar com uma frota de mais de 150 carros, quando, além das linhas citadas, passaram a promover também o transporte entre o bairro de São Cristóvão (bairro do Rio de Janeiro) e o Largo de São Francisco de Paula. Além das atividades comerciais e de transporte urbano, Menezes foi um dos mais importantes construtores do Império. Era titular de uma empresa de construções,  voltada principalmente para obras públicas, dentre as quais destaca-se a construção da estrada de ferro para o morro do Corcovado.
No ano de 1882, D. Pedro II do Brasil autorizou a construção da estrada de ferro para o morro do Corcovado. Sob a responsabilidade dos especialistas em engenharia de ferroviária e urbanismo Francisco Pereira Passos, diretor da Ferrovia Pedro II, e João Teixeira Soares, chefe da linha e em substituição a Francisco Bicalho, a obra foi entregue a Tomás Xavier Ferreira de Menezes, e foi considerada um milagre da engenharia, pois a linha percorria um terreno totalmente íngreme, e só foi efetuada no exíguo prazo de dois anos vencendo o trajeto entre o Cosme Velho e as Paineiras, e em mais um ano para atingir finalmente o topo do Corcovado, graças ao uso da então moderna tração por cremalheira, invenção do suíço Riggenbach. A inauguração do primeiro trecho se deu em 9 de outubro de 1884, com a presença do Imperador e da família imperial, e do trecho final um ano após, totalizando os 3824 metros lineares da obra.
No Brasil foi agraciado com o grau de comendador da Imperial Ordem da Rosa.
Retornou a Portugal, onde recebeu o grau de comendador da Ordem de Nossa Senhora da Conceição de Vila Viçosa em 1863, instituída por Dom João VI em 1818, casando-se pela segunda vez.
Retornou ao Rio de Janeiro, onde veio a falecer em 1891, na Imperial Quinta da Ponta do Caju, deixando gerações de seus dois casamentos. De seu primeiro casamento, com Carlota Joaquina de Oliveira Guimarães, deixou geração no Rio de Janeiro, e de seu segundo casamento, com Francisca Felisbina da Fonseca Paschoal, deixou um único filho de nome Ernesto Xavier Ferreira de Menezes, em Portugal. Da geração brasileira originaram-se os Oliveira de Meneses, do Rio de Janeiro, de quem descendeu Heloísa Eneida de Menezes Paes Pinto, mais conhecida como Helô Pinheiro, a musa inspiradora da canção Garota de Ipanema.